# 青蛙神
青蛙神是中国神话传说中的妖怪，出自《聊齋志異》卷十一，此传说在江南地区盛行。会和小孩结下娃娃亲，杭州信仰有祭祀青蛙神的凡俗，如果青蛙跑到居民家里時，人們会以为是青蛙神来了，然后回敲鍛打鼓吹奏牙器送青蛙神回去。本篇和《竹青》鳥妾都反应婚姻生活中的俗慮。

## 原文
江漢之間，俗事蛙神最虔。祠中蛙不知幾百千萬，有大如籠者。或犯神怒，家中輒有異兆；蛙遊几榻，甚或攀緣滑壁，其狀不一，此家當凶。人則大恐，斬牲禳禱之，神喜則已。

## 参看
蛙崇拜
中国妖怪列表